# برنامه ارائه
برنامه ارائه (به انگلیسی: Presentation program)، یک بسته نرم‌افزاری است که برای نمایش اطلاعات در قالب نمایش اسلاید مورد استفاده قرار می‌گیرد. این سه کارکرد اصلی دارد: ویرایشگر اجازه می‌دهد تا متن درج و قالب بندی شود، روشی برای درج و دستکاری تصاویر گرافیکی و یک سیستم نمایش اسلاید برای نمایش محتوا. نرم‌افزار ارائه می‌تواند به عنوان یک گروه خاص از رسانه‌های الکترونیکی، با فرهنگ و شیوه‌های خاص خود در مقایسه با رسانه‌های ارائه سنتی، امکان‌پذیر باشد. از برنامه های پرکاربرد ارائه می توان به پاورپوینت (Power Point) محصول شرکت مایکروسافت اشاره کرد.
ارائه در این روش تحویل در همه ابعاد ارتباطات تجاری به‌ویژه در برنامه ریزی شغلی و همچنین در کنفرانس دانشگاهی و تنظیمات کنفرانس حرفه ای و همچنین در اقتصاد دانش عموماً در جایی که ایده‌ها نتیجه کار اصلی است گسترده‌است. ارائه همچنین ممکن است برجسته در محیط‌های سیاسی، به ویژه سیاست محیط کار، جایی که ترغیب یک تعیین‌کننده اصلی نتایج گروه است.
اکثر سالن‌های جلسات و سالن‌های کنفرانس به گونه‌ای تنظیم شده‌اند که شامل لوازم الکترونیکی ارائه، مانند پروژکتورهای سربار مناسب برای نمایش اسلایدهای ارائه، که اغلب توسط لپ تاپ خود مجری هدایت می‌شود، تحت کنترل مستقیم برنامه ارائه شده برای توسعه ارائه است. غالباً مجری سخنرانی را با استفاده از اسلایدها به عنوان یک کمک دیداری برای مجری (برای پیگیری پوشش سخنرانی) و برای مخاطب ارائه می‌دهد (مخصوصاً هنگامی که یک مخاطب از مؤلفه کلامی سوءاستفاده کند یا آن را نفهمد).
به‌طور کلی در ارائه‌ها، مطالب بصری مکمل یک نمایش شنیداری قوی است که همراه با نمایش اسلاید در نظر گرفته می‌شود؛ اما در بسیاری موارد، مانند گرافیک‌های آماری، انتقال اطلاعات اساسی غیر از طریق بصری دشوار است. علاوه بر این، یک اینفوگرافیک به خوبی طراحی شده می‌تواند به شکلی که کلمات نباشد بسیار مؤثر باشد. عدم اعتماد به نفس بیش از حد به اسلایدها با تراکم اطلاعات کم و با سخنرانی همراه ضعیف، به نرم‌افزار ارائه اعتبار شهرت منفی داده‌است که بعضاً بعنوان یک عصاره برای افراد آگاه یا ضعیف آماده عمل می‌کند.